# Mark Naftalin
Mark Naftalin (* 2. August 1944 in Minneapolis, Minnesota) ist ein US-amerikanischer Bluesrock-Multiinstrumentalist. Er spielt Gitarre, Klavier, Keyboard, Akkordeon und Vibraphon.
Naftalin wuchs in Minneapolis auf und zog 1961 nach Chicago um die dortige Universität zu besuchen. Sein Geld verdiente er sich mit Klavierspielen. Dabei lernte er auch Paul Butterfield und Elvin Bishop kennen. 1964 zog er nach New York City um Musik zu studieren. Butterfield und Bishop hatten inzwischen die Butterfield Blues Band gegründet und boten Naftalin an, auf ihrem Debütalbum zu spielen. Kurze Zeit später wurde er festes Mitglied der Band.
1968 verließ Naftalin die BBB wieder und zog nach San Francisco. Dort gründete er seine erste eigene Band, die er Mark Naftalin Rhythm & Blues Revue nannte. Ferner betätigte er sich als Studiomusiker und organisierte Musikfestivals und Konzerte. Bis zur Mitte der 1970er Jahre schloss er sich mit Mike Bloomfield zusammen, die beiden nannten sich Mike Bloomfield & Friends. Von 1979 bis 1983 moderierte er eine Radio-Show namens Mark Naftalin's Blue Monday Party, in der vor allem Blues-Interpreten auftraten.
1988 gründete Naftalin dann sein eigenes Plattenlabel Winner Records, auf dem unter anderem Platten von Paul Butterfield und Percy Mayfield veröffentlicht wurden. Naftalin tritt bis heute regelmäßig auf.